# Ginoria rohrii
Ginoria rohrii är en fackelblomsväxtart som först beskrevs av Vahl, och fick sitt nu gällande namn av Emil Bernhard Koehne. Ginoria rohrii ingår i släktet Ginoria och familjen fackelblomsväxter. Inga underarter finns listade i Catalogue of Life.